# Квемо-Адзвиси
Квемо-Адзвиси (груз. ქვემო აძვისი) — село в Грузии. Находится в Хашурском муниципалитете края Шида-Картли. Высота над уровнем моря составляет 680 метров. Население — 111 человек (2014).